# Хайдушки водопади
„Хайдушки водопади“ са водопади на Голяма река, България.

## Местоположение
Намират се на Голяма река която е приток на Берковска река, под връх Ком в северното подножие на Берковската планина която е част от Западна Стара планина, на 9 километра от град Берковица, област Монтана.

## Описание
Водопадите са два, като височината им е около 2-3 m. Надморската височина е 680 m. Водопадите са леснодостъпни и до тях се стига по екопътека, която започва от град Берковица за около 1 час.

## Статут
Водопадът е природна забележителност, обявена за защитена територия със заповед № 955 от 21.04.1971 г., бр. 41/1971 на Държавен вестник.